# Мар'їно (Невельський район)
Мар'їно (рос. Марьино) — присілок в Невельському районі Псковської області Російської Федерації.
Населення становить 18 осіб. Входить до складу муніципального утворення Івановська волость.

## Історія
Від 2015 року входить до складу муніципального утворення Івановська волость.

## Населення
| 2001 | 2002 | 2010 |
| ---- | ---- | ---- |
| 21   | ↗25  | ↘18  |